# Espace réservé aux femmes

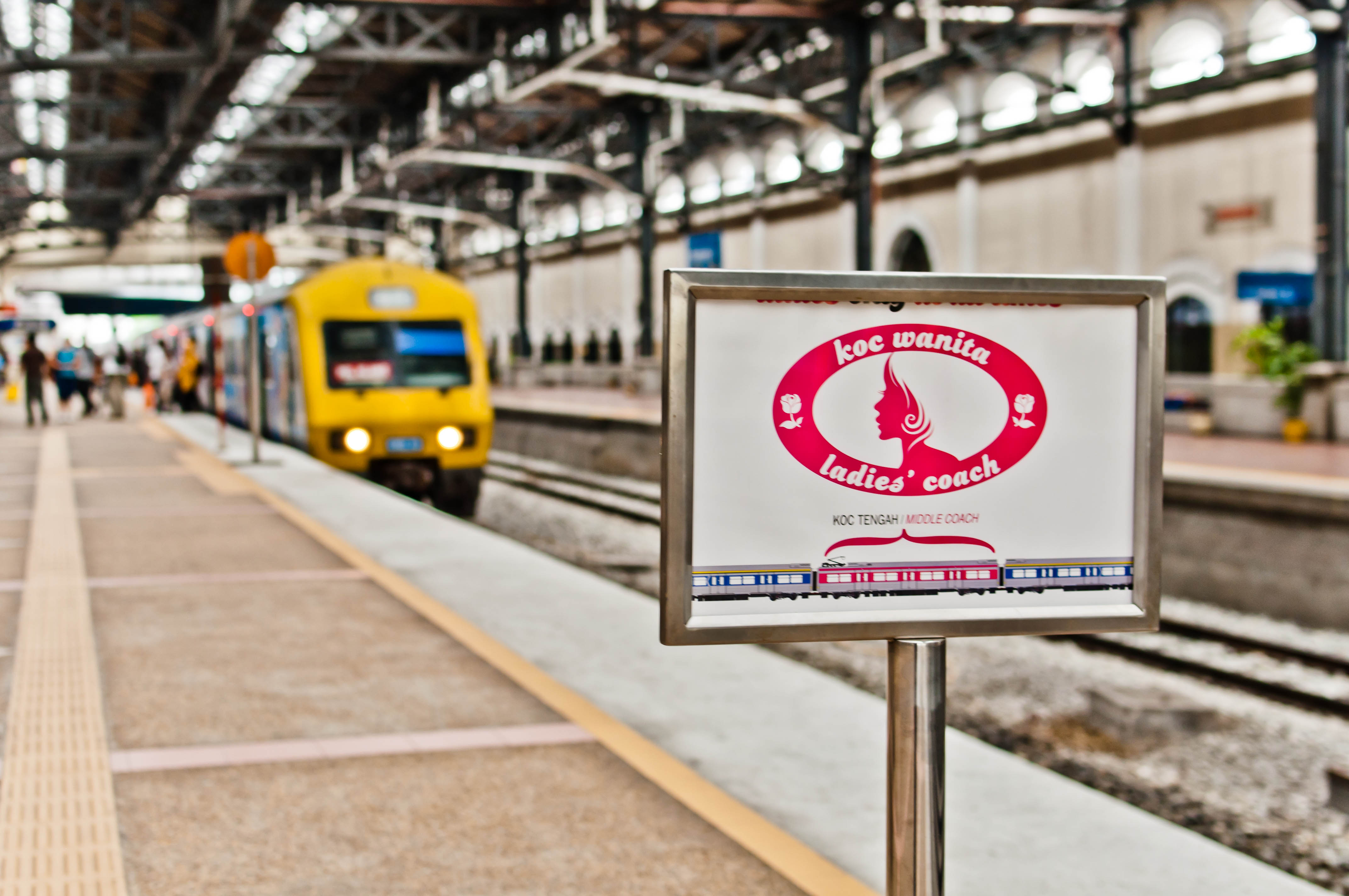
Panneau indiquant que c'est les femmes seulement qui peuvent accéder au train en Malaisie

Un espace réservé aux femmes est un lieu où ne peuvent entrer que les femmes (et parfois aussi leurs enfants), ce qui leur donne accès à un espace où elles n'ont pas d'interaction avec des hommes. À l'échelle mondiale et au fil de l'Histoire, de nombreuses cultures ont adopté, ou possèdent encore, des lieux réservés aux femmes.

## Histoire
De nombreuses cultures ont adopté des espaces de vie séparés entre les hommes et les femmes dans un même lieu d'habitation : c'est le cas du gynécée, du harem, de l'andaruni (en), du sérail, de la zenana, du purdah, de l'Ōoku, etc.
Les espaces réservés aux femmes sont une variante de séparation des sexes et leur application est visible dans les toilettes publiques, les voitures passager réservées aux femmes dans les transports publics ou les parkings réservés aux femmes. Ces lieux sont parfois appelés des safe spaces.
L'ouverture ou l'existence de tels lieux est parfois contestée. Des militants des droits des hommes ont intenté des actions en justice pour obtenir l'accès aux espaces réservés aux femmes, comme dans l'affaire Stopps v Just Ladies Fitness (Metrotown) Ltd (en), qui concerne un club de gym au Canada. Certaines personnes ont soulevé des objections sur la valeur et la légitimité d'espaces particuliers réservés aux femmes.
L'accès des femmes trans, avec ou sans reconnaissance juridique de leur identité, donne parfois lieu à des litiges, sur les plans à la fois éthique et juridique,,.
Un exemple de séparation des sexes est le cas du sport féminin.
Exemples
- Dans les années 1910 et 1920 à Lewisburg, au Tennessee, la population encourage l'ouverture de salons pour femmes pour héberger les femmes issus du monde rural qui voyagent vers les grandes villes et les marchés pour y conclure des transactions. Le Ladies Rest Room (en) est sans doute le dernier établissement de ce type encore ouvert[6].
- Un Ladies' ordinary (en) était une salle de restauration pour dames, qui apparaît dans les années 1830, à une époque où les conventions sociales interdisent qu'une femme se présente seule en public sans être accompagnée d'un homme[7].

## Exemples de lieux réservés aux femmes
Certains lieux ou évènements, ou certaines activités, peuvent appliquer la séparation des sexes selon des tranches horaires ou des journées définies à l'avance.
- Vestiaires, toilettes, douches... dans les lieux publics
- Banque réservée aux femmes (en)
- Places de parking réservées aux femmes
- voiture passager réservée aux femmes dans un train
- Pink rickshaw (en), des tuk-tuk pour femmes
- certains sex shops pour dames
- certaines librairies féministes
- parc d'attraction réservé aux femmes (en)
- Certains refuges pour femmes battues
- Certains centres hébergements d'urgence pour les personnes sans abri sont réservés aux femmes
- Clubs de sport
- Clubs féminins
- Écoles, collèges ou lycées pour femmes